# Sciurumimus albersdoerferi
Sciurumimus albersdoerferi (il cui nome significa "imitatore di scoiattoli", per via delle penne della sua coda che ricordano il pelo della coda degli scoiattoli) è un dinosauro, vissuto nel Giurassico nell'odierna Germania. I fossili sono stati rinvenuti in una cava di calcare vicino a Painten, in Bassa Baviera. La specie tipo presenta delle piume filamentose sulla coda e sul corpo.
Il primo ed unico ritrovamento fossile di Sciurumimus fu annunciato nel 2011, ma fu descritto solo l'anno successivo.

## Tassonomia

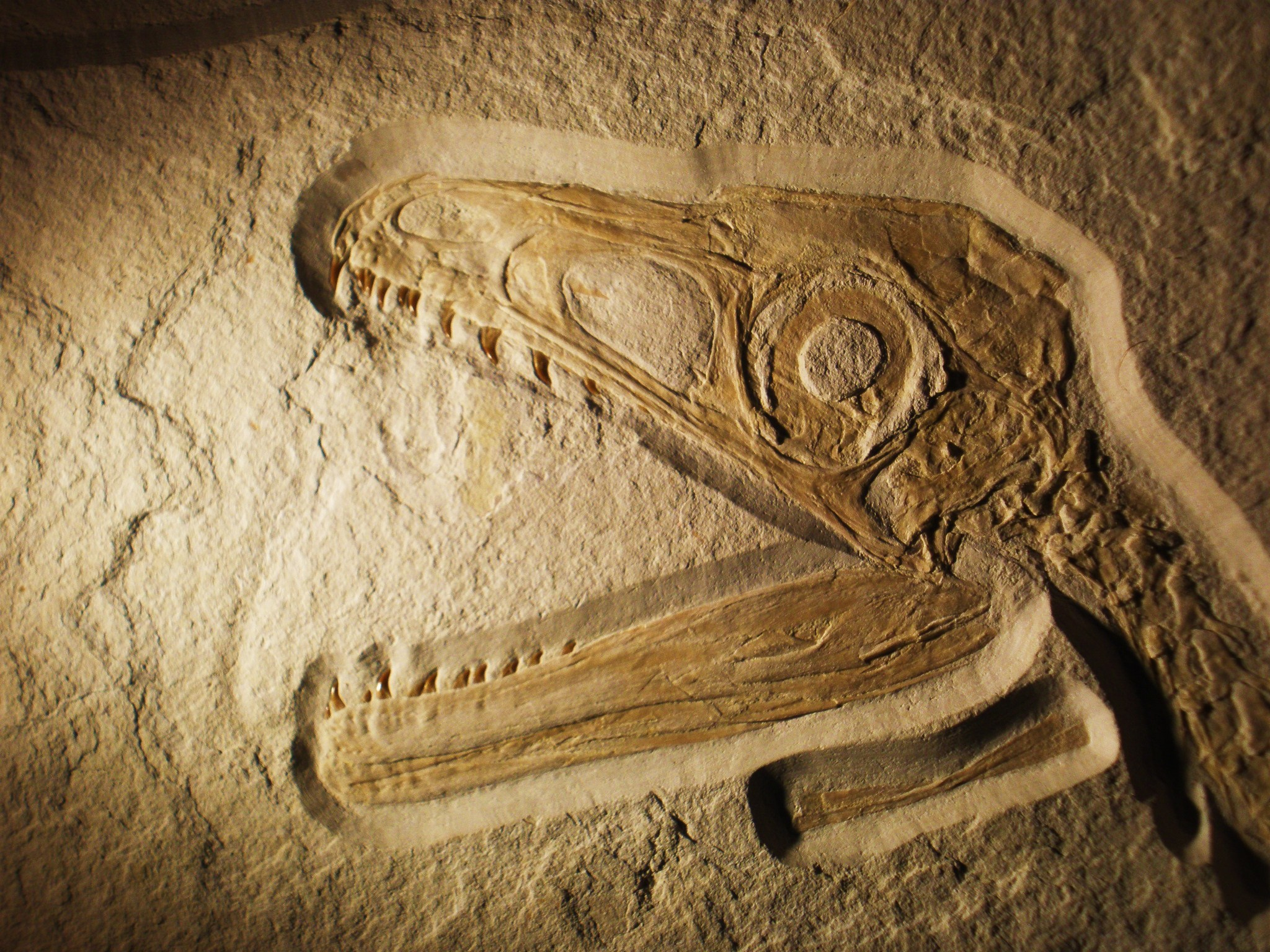
Cranio dell'esemplare tipo di S. albersdoerferi

Quando fu scoperto il fossile di Sciurumimus,un'analisi filogenetica suggerì che lo Sciurumimus potrebbe essere stato un membro primitivo del clade di Megalosauroidea, un clade di grandi dinosauri carnivori più primitivi rispetto ad altri teropodi come i tirannosauroidea e i carnosauria, il che lo renderebbe il carnivoro piumato più primitivo finora scoperto. 
Tale classificazione fu sostenuta dalla prima analisi condotta sul fossile. Ma le successive analisi lo avvicinarono di più a Monolophosaurus e a Avetheropoda. Ad oggi questo animale viene ancora considerato una forma intermedia tra avetheropodi e megalosauroidi, in quanto è non è possibile determinare quale sia la sua vera identità a causa del fatto che l'unico campione noto è un esemplare giovane.
Questo studio iniziale è stato criticato da diversi ricercatori, che hanno notato che alcune analisi degli scienziati erano incompleti e mancanti di dati rilevanti. 
Nel 2013 fu condotta una nuova analisi sulle relazioni di Sciurumimus. Il risultato fu pubblicato sulla rivista Nature. Questa analisi vede lo Sciurumimus come uno dei membri più primitivi di Coelurosauria, leggermente più avanzato rispetto ai megalosauroidi.